# Bernardin (ordre religieux)
Pour les articles homonymes, voir Bernardin.

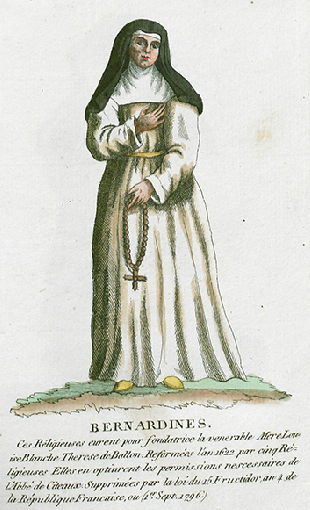
Une bernardine. Texte : "Bernardines. Ces Religieuses eurent pour fondatrice la vénérable Mère Louise Blanche Thérèse de Ballon. Réformées l'an 1622 par cinq Religieuses. Elles en obtinrent les permissions nécessaires de l'Abbé de Citeaux Supprimées par la loi du 5 Fructidor an 4 de la République Française, au (1er Sept. 1792)".

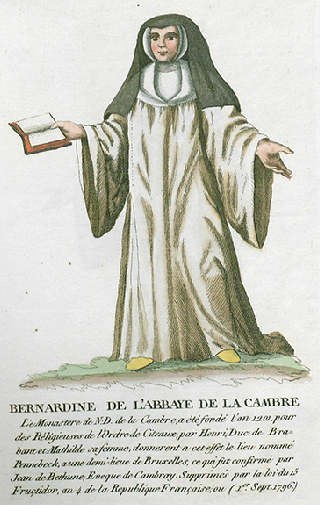
Bernardine de l'abbaye de la Cambre. Texte: "Bernardine de l'abbaye de la Cambre. Le Monastère de N.-D. de la Cambre a été fondé l'an 1200 pour des Religieuses de l'Ordre de Citeaux par Henri Duc de Brabant et Mathilde sa femme, donnèrent à cet effet le lieu nommé Pennebeck, a une demi-lieue de Bruxelles, ce qui fut confirmé par Jean de Béthune, Évêque de Cambray. Supprimés par la loi du 15 Fructidor, an 4 de la République Française,au (1er Sept. 1796)".

Les Bernardins est le nom qui fut donné, en France et à partir du XVIe siècle, aux moines de l'ordre de Cîteaux lorsque saint Bernard de Clairvaux, qui y était entré avec un large groupe de compagnons, donna une nouvelle impulsion à la réforme monastique lancée par Robert de Molesme.

## Historique
Les Bernardins avaient en France un grand nombre de couvents, notamment le collège des Bernardins de Paris, où se tinrent souvent les assemblées de l'Université et qui servit au XIXe siècle d'entrepôt pour les huiles (rue des Bernardins).
Individuellement ou en groupe qui ne représente pas la totalité de leur ordre, ils sont appelés « bernardins »

## Bernardines
On connait aussi sous le nom de « Bernardines » une congrégation de femmes qui suivait la règle de saint Bernard, et qui se consacrait surtout à l'éducation des jeunes filles. Leurs principales maisons étaient celles de Port-Royal et de Saint-Antoine-des-Champs. Leur maison-mère se situe maintenant à Saint-André-lez-Lille, où plus d'une quarantaine de religieuses vivent au sein du monastère « Notre-Dame-de-la-Plaine ».
Le bienheureux Louis-Édouard Cestac fonde à Anglet (Pyrénées-Atlantiques actuelles) en 1851 une communauté de contemplatives appelées « bernardines », d'après le vocable de la chapelle Saint-Bernard de l'institution Notre-Dame-du-Refuge, où elles sont installées.

## Articles liés
- Couvent des Bernardines de Marseille (qui abritait une communauté religieuse)
- Couvent des Bernardins de Minsk (fondé au XVIIe siècle)
- Liste des abbesses de l'abbaye de la Cambre, en Belgique